# Tour de Corse 2018
Il Tour de Corse 2018, ufficialmente denominato 61ème CORSICA Linea Tour de Corse, è stata la quarta prova del campionato del mondo rally 2018 nonché la sessantunesima edizione del Tour de Corse e la trentanovesima con valenza mondiale. La manifestazione si è svolta dal 6 all'8 aprile sui tortuosi asfalti della Corsica.
La gara è stata vinta dal francese Sébastien Ogier, navigato dal connazionale Julien Ingrassia, al volante di una Ford Fiesta WRC della scuderia M-Sport Ford WRT, davanti alla coppia estone formata da Ott Tänak e Martin Järveoja, su Toyota Yaris WRC della squadra Toyota Gazoo Racing WRT e a quella belga composta da Thierry Neuville e Nicolas Gilsoul, su Hyundai i20 Coupe WRC del team Hyundai Shell Mobis WRT.

## Itinerario
La manifestazione si disputò prevalentemente nel nord-est della Corsica, fatta eccezione per l'ultima giornata che si svolse nella parte occidentale dell'isola, articolandosi in 12 prove speciali distribuite in tre giorni ed ebbe sede a Bastia, il capoluogo del dipartimento dell'Alta Corsica, nel cui aeroporto venne allestito anche il parco assistenza per tutti i concorrenti mentre la cerimonia finale di premiazione si svolse nel vecchio penitenziario di Coti-Chiavari, circa 30 km a sud di Ajaccio.

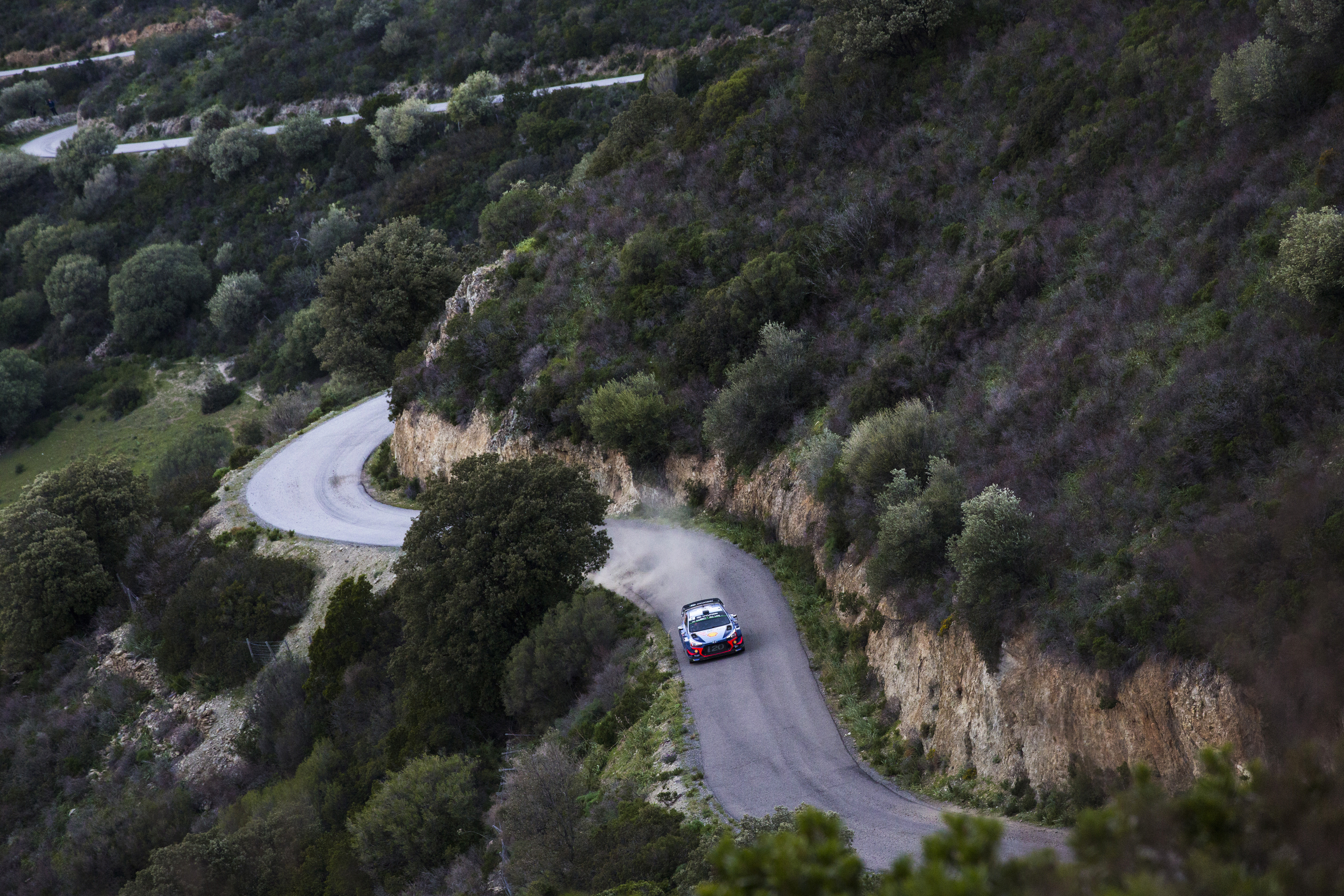
Un tratto della PS10 Novella 2 affrontato da Thierry Neuville

Il rally ebbe inizio venerdì 6 aprile con la prima frazione che si divideva in due sezioni di due prove ciascuna, da svolgersi una al mattino e una al pomeriggio; entrambe le speciali ebbero sede nell'arrondissement di Corte, in Alta Corsica, la prima lungo strade che collegano i comuni di La Porta e Valle di Rostino e la seconda tra Piedigriggio e Pont de Castirla, località nel territorio comunale di Castirla.
Durante la seconda frazione (sabato 7 aprile) si gareggiò sempre in Alta Corsica, lungo le strade che si snodano nell'estremo nord dell'isola. Fu la giornata più lunga del rally con 136,90 km cronometrati ed era composta da un giro di tre prove da ripetersi due volte, con la prima a legare i comuni di Cagnano, Pino e Canari, interamente nel Cantone del Capo Corso, mentre le altre due si svolsero invece nell'arrondissement di Calvi, la seconda lungo il Deserto delle Agriate e la terza in territorio comunale di Novella.
Nella giornata finale di domenica 8 aprile ci si spostò nel dipartimento della Corsica del Sud (arrondissement di Ajaccio) per disputare le ultime due prove speciali, di cui la prima tra Vero e Sarrola-Carcopino, in questa edizione la più lunga del rally con 55,17 km, e l'ultima nei pressi del vecchio penitenziario di Coti-Chiavari, valevole anche come power stage.

## Resoconto
Sébastien Ogier centrò la sua quarantatreesima vittoria in carriera (la seconda in Corsica) guidando la corsa dalla prima all'ultima prova speciale; il francese ha costruito il successo nella giornata di venerdì, vincendo tre delle quattro prove in programma e amministrando poi il vantaggio nelle giornate successive. Al secondo posto, con un distacco di 36 secondi dal vincitore, si è piazzato Ott Tänak (Toyota), protagonista di un ottimo finale, quando sopravanzò Thierry Neuville nell'ultima speciale del sabato, allargando poi il margine nella giornata conclusiva e mettendo al sicuro la piazza d'onore. Il belga della Hyundai non è riuscito infatti a riprendersi la posizione persa dall'estone e, complice un problema al motore accusato nella power stage, è giunto terzo a 31 secondi da Tänak, avendo dovuto lottare anche con problemi ai freni e all'assetto della sua Hyundai i20 Coupe WRC nelle giornate precedenti.

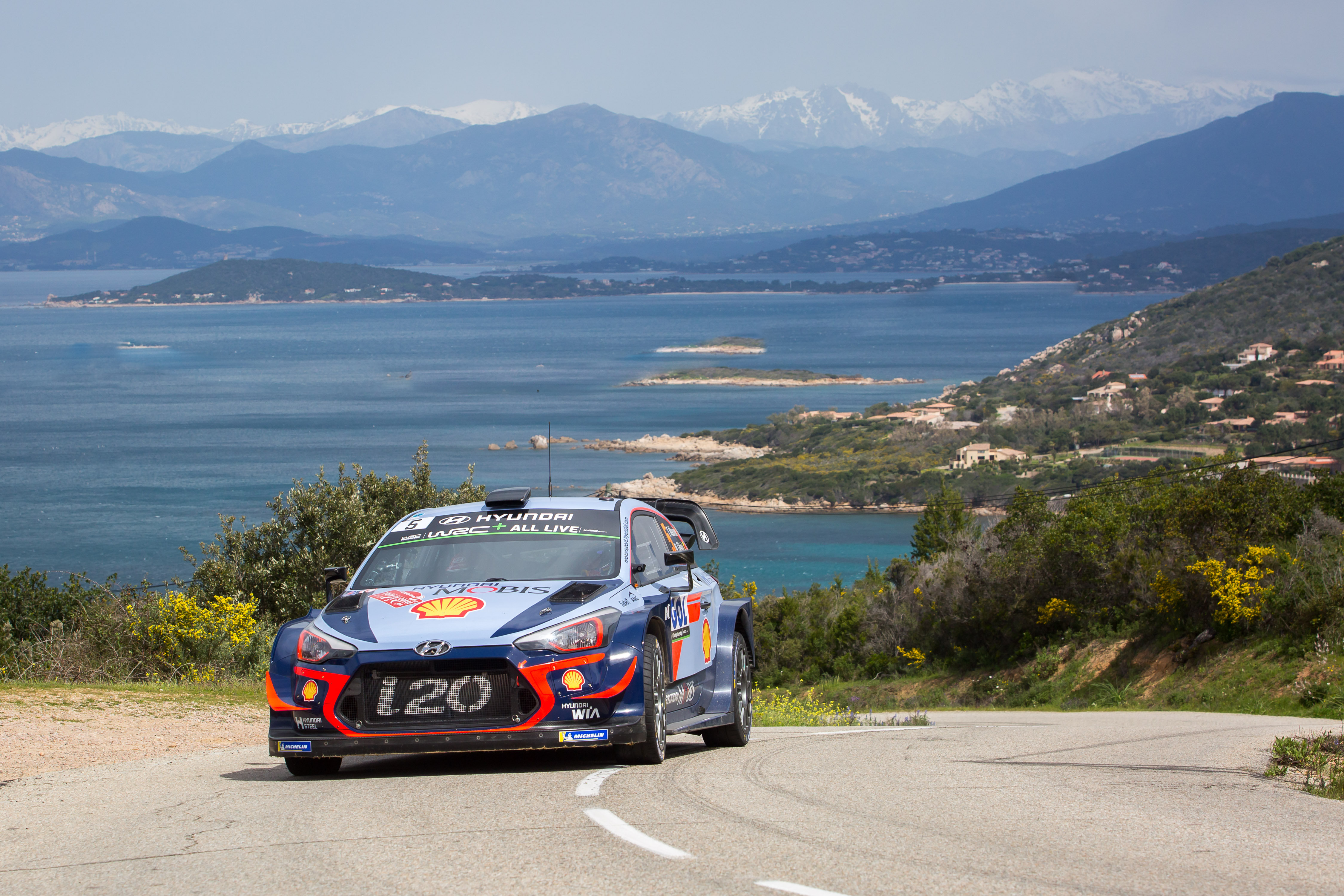
Thierry Neuville, terzo classificato, durante la power stage Pénitencier de Coti-Chiavari

Quarto, a 55 secondi dal podio, è giunto lo spagnolo Dani Sordo (Hyundai), davanti al gallese Elfyn Evans (M-Sport Ford), in questa occasione navigato dal rientrante Phil Mills (storico copilota di Petter Solberg) vista l'indisponibilità per infortunio di Daniel Barritt, terminato quinto a 3 secondi e mezzo da Sordo; i due hanno infatti lottato durante tutto il week-end costantemente sul filo dei secondi. Al sesto posto il finlandese Esapekka Lappi, in lotta per il secondo posto siano alla prima speciale della domenica, la maratona di 55 km di Vero – Sarrola-Carcopino, quando la sua Toyota Yaris WRC urtò un cordolo e accusò una foratura che lo costrinse a perdere quasi due minuti; Lappi si aggiudicò poi la power stage e i 5 punti in palio. A chiudere la top ten il norvegese Andreas Mikkelsen (Hyundai), giunto al settimo posto dopo un intero week-end all'insegna dei problemi di guidabilità della sua vettura, ottavo il ceco Jan Kopecký, al volante di una Škoda Fabia R5 della scuderia ufficiale Škoda Motorsport e vincitore della categoria WRC-2, davanti al britannico Kris Meeke, nono assoluto e primo classificato della squadra Citroën, ritiratosi nella giornata di sabato a causa di un'uscita di strada e ripartito il giorno successivo con la regola del rally 2, e al francese Yoann Bonato, giunto decimo sulla debuttante Citroën C3 R5 e secondo in classe WRC-2.
Da segnalare il ritiro di Jari-Matti Latvala, prima guida Toyota, incorso in un incidente al sabato pomeriggio quando urtò un albero con il posteriore della sua Yaris, danneggiando irreparabilmente la vettura; nella stessa prova speciale, la PS8, il francese Bryan Bouffier, per questo appuntamento alla guida della terza Ford Fiesta WRC ufficiale, dovette invece abbandonare per la rottura del motore. I nove volte campioni del mondo Sébastien Loeb e Daniel Elena, alla guida della seconda Citroën C3 WRC, furono protagonisti di un errore nell'interpretazione di una curva durante la PS3, finendo fuori strada e rimanendo bloccati in un fosso; ripartiti al sabato grazie alla regola del rally 2, conclusero la gara al quattordicesimo posto finale, a circa 21 minuti di ritardo dal vincitore.
Ogier e il suo navigatore Julien Ingrassia si confermarono quindi in vetta alle classifiche piloti e copiloti con 84 punti, portando il margine di vantaggio su Neuville e Gilsoul a 17 lunghezze; terzi Tänak e Järveoja a 45 punti, davanti a Mikkelsen/Jæger e Meeke/Nagle, rispettivamente a quota 41 e 36 punti. Tra i costruttori Hyundai mantenne la testa con 111 punti, vedendosi tuttavia ridotto il vantaggio sul team M-Sport Ford, seconda con 107, mentre Toyota balzò al terzo posto con 93 punti, scavalcando Citroën che chiudeva la classifica a quota 81.

## Risultati

### Classifica
| Pos.       | Nº       | Pilota                   | Co-pilota           | Auto                  | Squadra                     | Classe      | Tempo     | Distacco | Punti    |
| Generale   | Generale | Generale                 | Generale            | Generale              | Generale                    | Generale    | Generale  | Generale | Generale |
| ---------- | -------- | ------------------------ | ------------------- | --------------------- | --------------------------- | ----------- | --------- | -------- | -------- |
| 1.         | 1        | Sébastien Ogier          | Julien Ingrassia    | Ford Fiesta WRC       | M-Sport Ford WRT            | WRC         | 3h26'52"7 |          | 28       |
| 2.         | 8        | Ott Tänak                | Martin Järveoja     | Toyota Yaris WRC      | Toyota Gazoo Racing WRT     | WRC         | 3h27'28"8 | +36"1    | 19       |
| 3.         | 5        | Thierry Neuville         | Nicolas Gilsoul     | Hyundai i20 Coupe WRC | Hyundai Shell Mobis WRT     | WRC         | 3h28'00"2 | +1'07"5  | 15       |
| 4.         | 6        | Dani Sordo               | Carlos del Barrio   | Hyundai i20 Coupe WRC | Hyundai Shell Mobis WRT     | WRC         | 3h28'55"3 | +2'02"6  | 12       |
| 5.         | 2        | Elfyn Evans              | Phil Mills          | Ford Fiesta WRC       | M-Sport World Rally Team    | WRC         | 3h28'58"8 | +2'06"1  | 10       |
| 6.         | 9        | Esapekka Lappi           | Janne Ferm          | Toyota Yaris WRC      | Toyota Gazoo Racing WRT     | WRC         | 3h29'26"2 | +2'33"5  | 13       |
| 7.         | 4        | Andreas Mikkelsen        | Anders Jæger        | Hyundai i20 Coupe WRC | Hyundai Shell Mobis WRT     | WRC         | 3h29'36"1 | +2'43"4  | 6        |
| 8.         | 31       | Jan Kopecký              | Pavel Dresler       | Škoda Fabia R5        | Škoda Motorsport II         | RC2 / WRC-2 | 3h37'27"5 | +10'34"8 | 4        |
| 9.         | 10       | Kris Meeke               | Paul Nagle          | Citroën C3 WRC        | Citroën Total Abu Dhabi WRT | WRC         | 3h37'33"2 | +10'40"5 | 4        |
| 10.        | 40       | Yoann Bonato             | Benjamin Boulloud   | Citroën C3 R5         | -                           | RC2 / WRC-2 | 3h39'18"7 | +12'26"0 | 1        |
| ...        | ...      | ...                      | ...                 | ...                   | ...                         | ...         | ...       | ...      | ...      |
| 14.        | 11       | Sébastien Loeb           | Daniel Elena        | Citroën C3 WRC        | Citroën Total Abu Dhabi WRT | WRC         | 3h47'50"7 | +20'58"8 | 4        |
| WRC-2      |          |                          |                     |                       |                             |             |           |          |          |
| 1. (8.)    | 31       | Jan Kopecký              | Pavel Dresler       | Škoda Fabia R5        | Škoda Motorsport II         | RC2 / WRC-2 | 3h37'27"5 |          | 25       |
| 2. (10.)   | 40       | Yoann Bonato             | Benjamin Boulloud   | Citroën C3 R5         | -                           | RC2 / WRC-2 | 3h39'18"7 | +1'51"2  | 18       |
| 3. (11.)   | 41       | Fabio Andolfi            | Simone Scattolin    | Škoda Fabia R5        | ACI Team Italia             | RC2 / WRC-2 | 3h40'36"0 | +3'08"5  | 15       |
| 4. (12.)   | 33       | Ole Christian Veiby      | Stig Rune Skjærmoen | Škoda Fabia R5        | Škoda Motorsport II         | RC2 / WRC-2 | 3h40'37"8 | +3'10"3  | 12       |
| 5. (15.)   | 37       | Łukasz Pieniążek         | Przemysław Mazur    | Škoda Fabia R5        | Printsport                  | RC2 / WRC-2 | 3h50'33"1 | +13'05"6 | 10       |
| 6. (23.)   | 39       | Pierre-Louis Loubet      | Vincent Landais     | Hyundai i20 R5        | -                           | RC2 / WRC-2 | 4h00'13"0 | +22'45"5 | 8        |
| 7. (34.)   | 36       | Nil Solans               | Miquel Ibáñez Sotos | Ford Fiesta R5        | -                           | RC2 / WRC-2 | 4h10'08"4 | +32'40"9 | 6        |
| 8. (35.)   | 32       | Takamoto Katsuta         | Marko Salminen      | Ford Fiesta R5        | Tommi Mäkinen Racing        | RC2 / WRC-2 | 4h10'16"4 | +32'48"9 | 4        |
| 9. (55.)   | 35       | Hiroki Arai              | Glenn Macneall      | Ford Fiesta R5        | Tommi Mäkinen Racing        | RC2 / WRC-2 | 4h22'32"6 | +45'05"1 | 2        |
| WRC-3      |          |                          |                     |                       |                             |             |           |          |          |
| 1. (18.)   | 65       | Jean-Baptiste Franceschi | Romain Courbon      | Ford Fiesta R2T       | -                           | RC4 / WRC-3 | 3h56'28"7 |          | 25       |
| 2. (19.)   | 66       | Terry Folb               | Christopher Guieu   | Ford Fiesta R2T       | -                           | RC4 / WRC-3 | 3h57'02"4 | +33"7    | 18       |
| 3. (22.)   | 63       | Emil Bergkvist           | Ola Fløene          | Ford Fiesta R2T       | -                           | RC4 / WRC-3 | 3h59'57"3 | +3'28"6  | 15       |
| 4. (24.)   | 61       | Dennis Rådström          | Johan Johansson     | Ford Fiesta R2T       | -                           | RC4 / WRC-3 | 4h00'40"4 | +4'11"7  | 12       |
| 5. (25.)   | 67       | Callum Devine            | Keith Moriarty      | Ford Fiesta R2T       | -                           | RC4 / WRC-3 | 4h02'53"5 | +6'24"8  | 10       |
| 6. (27.)   | 71       | Ken Torn                 | Ken Järveoja        | Ford Fiesta R2T       | OT Racing                   | RC4 / WRC-3 | 4h03'06"5 | +6'37"8  | 8        |
| 7. (28.)   | 69       | Luca Bottarelli          | Manuel Fenoli       | Ford Fiesta R2T       | ACI Team Italia             | RC4 / WRC-3 | 4h03'54"3 | +7'25"6  | 6        |
| 8. (29.)   | 74       | Bugra Banaz              | Burak Erdener       | Ford Fiesta R2T       | Castrol Ford Team Türkiye   | RC4 / WRC-3 | 4h06'42"6 | +10'13"9 | 4        |
| 9. (32.)   | 64       | Julius Tannert           | Jürgen Heigl        | Ford Fiesta R2T       | ADAC Sachsen                | RC4 / WRC-3 | 4h09'25"3 | +12'56"6 | 2        |
| 10. (36.)  | 68       | Emilio Fernàndez         | Joaquin Riquelme    | Ford Fiesta R2T       | -                           | RC4 / WRC-3 | 4h10'23"3 | +13'54"6 | 1        |
| Junior WRC |          |                          |                     |                       |                             |             |           |          |          |
| 1. (18.)   | 65       | Jean-Baptiste Franceschi | Romain Courbon      | Ford Fiesta R2T       | -                           | RC4 / JWRC  | 3h56'28"7 |          | 33       |
| 2. (19.)   | 66       | Terry Folb               | Christopher Guieu   | Ford Fiesta R2T       | -                           | RC4 / JWRC  | 3h57'02"4 | +33"7    | 20       |
| 3. (22.)   | 63       | Emil Bergkvist           | Ola Fløene          | Ford Fiesta R2T       | -                           | RC4 / JWRC  | 3h59'57"3 | +3'28"6  | 15       |
| 4. (24.)   | 61       | Dennis Rådström          | Johan Johansson     | Ford Fiesta R2T       | -                           | RC4 / JWRC  | 4h00'40"4 | +4'11"7  | 12       |
| 5. (25.)   | 67       | Callum Devine            | Keith Moriarty      | Ford Fiesta R2T       | -                           | RC4 / JWRC  | 4h02'53"5 | +6'24"8  | 10       |
| 6. (27.)   | 71       | Ken Torn                 | Ken Järveoja        | Ford Fiesta R2T       | OT Racing                   | RC4 / JWRC  | 4h03'06"5 | +6'37"8  | 8        |
| 7. (28.)   | 69       | Luca Bottarelli          | Manuel Fenoli       | Ford Fiesta R2T       | ACI Team Italia             | RC4 / JWRC  | 4h03'54"3 | +7'25"6  | 7        |
| 8. (29.)   | 74       | Bugra Banaz              | Burak Erdener       | Ford Fiesta R2T       | Castrol Ford Team Türkiye   | RC4 / JWRC  | 4h06'42"6 | +10'13"9 | 4        |
| 9. (32.)   | 64       | Julius Tannert           | Jürgen Heigl        | Ford Fiesta R2T       | ADAC Sachsen                | RC4 / JWRC  | 4h09'25"3 | +12'56"6 | 2        |
| 10. (36.)  | 68       | Emilio Fernàndez         | Joaquin Riquelme    | Ford Fiesta R2T       | -                           | RC4 / JWRC  | 4h10'23"3 | +13'54"6 | 1        |

| Principali ritiri | Principali ritiri | Principali ritiri  | Principali ritiri | Principali ritiri | Principali ritiri       | Principali ritiri | Principali ritiri | Principali ritiri |
| PS                | Nº                | Pilota             | Copilota          | Auto              | Squadra                 | Classe            | Causa             | Pos.              |
| ----------------- | ----------------- | ------------------ | ----------------- | ----------------- | ----------------------- | ----------------- | ----------------- | ----------------- |
| PS 8              | 3                 | Bryan Bouffier     | Xavier Panseri    | Ford Fiesta WRC   | M-Sport Ford WRT        | WRC               | Motore            | 10º               |
| PS 8              | 7                 | Jari-Matti Latvala | Miikka Anttila    | Toyota Yaris WRC  | Toyota Gazoo Racing WRT | WRC               | Incidente         | 8º                |

Legenda
| Icona | Note                                                                                 |
| ----- | ------------------------------------------------------------------------------------ |
| WRC   | Equipaggio di classe WRC che può conquistare punti per il campionato costruttori     |
| WRC   | Equipaggio di classe WRC che non può conquistare punti per il campionato costruttori |
| WRC-2 | Equipaggio registrato al campionato WRC-2                                            |
| WRC-3 | Equipaggio registrato al campionato WRC-3                                            |
| JWRC  | Equipaggio registrato al campionato Junior WRC                                       |
|       | Ulteriori classificazioni                                                            |

### Prove speciali
| Frazione           | Prova | Ora   | Nome                                       | Lunghezza | Vincitori                                             | Tempo   | Leader del rally                 |
| ------------------ | ----- | ----- | ------------------------------------------ | --------- | ----------------------------------------------------- | ------- | -------------------------------- |
| Frazione 1 (6 Apr) | PS1   | 09:50 | La Porta - Valle di Rostino 1              | 49,03 km  | Sébastien Ogier Julien Ingrassia                      | 31'53"8 | Sébastien Ogier Julien Ingrassia |
| Frazione 1 (6 Apr) | PS2   | 11:09 | Piedigriggio – Pont de Castirla 1          | 13,55 km  | Sébastien Ogier Julien Ingrassia                      | 7'59"9  | Sébastien Ogier Julien Ingrassia |
| Frazione 1 (6 Apr) | PS3   | 15:12 | La Porta - Valle di Rostino 2              | 49,03 km  | Sébastien Ogier Julien Ingrassia                      | 31'44"1 | Sébastien Ogier Julien Ingrassia |
| Frazione 1 (6 Apr) | PS4   | 16:31 | Piedigriggio – Pont de Castirla 2          | 13,55 km  | Esapekka Lappi Janne Ferm                             | 7'59"4  | Sébastien Ogier Julien Ingrassia |
| Frazione 2 (7 Apr) | PS5   | 07:37 | Cagnano - Pino - Canari 1                  | 35,61 km  | Sébastien Loeb Daniel Elena                           | 21'58"6 | Sébastien Ogier Julien Ingrassia |
| Frazione 2 (7 Apr) | PS6   | 09:18 | Désert des Agriates 1                      | 15,45 km  | Sébastien Loeb Daniel Elena                           | 8'32"4  | Sébastien Ogier Julien Ingrassia |
| Frazione 2 (7 Apr) | PS7   | 11:08 | Novella 1                                  | 17,39 km  | Ott Tänak Martin Järveoja                             | 11'07"7 | Sébastien Ogier Julien Ingrassia |
| Frazione 2 (7 Apr) | PS8   | 15:21 | Cagnano - Pino - Canari 2                  | 35,61 km  | Esapekka Lappi Janne Ferm                             | 21'44"7 | Sébastien Ogier Julien Ingrassia |
| Frazione 2 (7 Apr) | PS9   | 17:02 | Désert des Agriates 2                      | 15,45 km  | Sébastien Loeb Daniel Elena                           | 8'31"1  | Sébastien Ogier Julien Ingrassia |
| Frazione 2 (7 Apr) | PS10  | 18:39 | Novella 2                                  | 17,39 km  | Ott Tänak Martin Järveoja e Esapekka Lappi Janne Ferm | 11'07"1 | Sébastien Ogier Julien Ingrassia |
| Frazione 3 (8 Apr) | PS11  | 09:23 | Vero – Sarrola-Carcopino                   | 55,17 km  | Ott Tänak Martin Järveoja                             | 33'46"9 | Sébastien Ogier Julien Ingrassia |
| Frazione 3 (8 Apr) | PS12  | 12:18 | Pénitencier de Coti-Chiavari (power stage) | 16,25 km  | Esapekka Lappi Janne Ferm                             | 9'41"2  | Sébastien Ogier Julien Ingrassia |

### Power stage
PS12: Pénitencier de Coti-Chiavari di 16,25 km, disputatasi domenica 8 aprile 2018 alle ore 12:18 (UTC+2).
| Pos. | No. | Pilota          | Co-pilota        | Auto             | Classe | Tempo  | Distacco | Punti |
| ---- | --- | --------------- | ---------------- | ---------------- | ------ | ------ | -------- | ----- |
| 1    | 9   | Esapekka Lappi  | Janne Ferm       | Toyota Yaris WRC | WRC    | 9'41"2 |          | 5     |
| 2    | 11  | Sébastien Loeb  | Daniel Elena     | Citroën C3 WRC   | WRC    | 9'43"4 | +2"2     | 4     |
| 3    | 1   | Sébastien Ogier | Julien Ingrassia | Ford Fiesta WRC  | WRC    | 9'44"6 | +3"4     | 3     |
| 4    | 10  | Kris Meeke      | Paul Nagle       | Citroën C3 WRC   | WRC    | 9'44"6 | +3"4     | 2     |
| 5    | 8   | Ott Tänak       | Martin Järveoja  | Toyota Yaris WRC | WRC    | 9'49"7 | +8"5     | 1     |

## Classifiche mondiali
Classifica piloti
| Pos. | Pos. | Pilota             | Punti |
| ---- | ---- | ------------------ | ----- |
| 1    |      | Sébastien Ogier    | 84    |
| 2    |      | Thierry Neuville   | 67    |
| 3    | 3    | Ott Tänak          | 45    |
| 4    | 1    | Andreas Mikkelsen  | 41    |
| 5    | 1    | Kris Meeke         | 36    |
| 6    | 1    | Esapekka Lappi     | 36    |
| 7    | 2    | Jari-Matti Latvala | 31    |
| 8    | 1    | Dani Sordo         | 30    |
| 9    | 1    | Craig Breen        | 20    |
| 10   | 2    | Elfyn Evans        | 18    |
| 11   | 1    | Sébastien Loeb     | 15    |
| 12   | 1    | Hayden Paddon      | 10    |
| 13   |      | Mads Østberg       | 8     |
| 14   |      | Pontus Tidemand    | 6     |
| 15   | 3    | Jan Kopecký        | 5     |
| 16   | 1    | Teemu Suninen      | 4     |
| 17   | 1    | Bryan Bouffier     | 4     |
| 18   | 1    | Gus Greensmith     | 2     |
| 19   | N    | Yoann Bonato       | 1     |
| 20   | 2    | Pedro Heller       | 1     |

Classifica co-piloti
| Pos. | Pos. | Pilota             | Punti |
| ---- | ---- | ------------------ | ----- |
| 1    |      | Julien Ingrassia   | 84    |
| 2    |      | Nicolas Gilsoul    | 67    |
| 3    | 3    | Martin Järveoja    | 45    |
| 4    | 1    | Anders Jæger       | 41    |
| 5    | 1    | Paul Nagle         | 36    |
| 6    | 1    | Janne Ferm         | 36    |
| 7    | 2    | Miikka Anttila     | 31    |
| 8    | 1    | Carlos del Barrio  | 30    |
| 9    | 1    | Scott Martin       | 20    |
| 10   |      | Daniel Elena       | 15    |
| 11   |      | Sebastian Marshall | 10    |
| 11   | N    | Phil Mills         | 10    |
| 13   | 1    | Daniel Barritt     | 8     |
| 14   | 1    | Torstein Eriksen   | 8     |
| 15   | 1    | Jonas Andersson    | 6     |
| 16   | 2    | Pavel Dresler      | 1     |
| 17   | 2    | Mikko Markkula     | 4     |
| 18   | 2    | Xavier Panseri     | 4     |
| 19   | 2    | Craig Parry        | 2     |
| 20   | N    | Benjamin Boulloud  | 1     |
| 21   | 3    | Pablo Olmos        | 1     |

Classifica costruttori WRC
| Pos. | Pos. | Squadra                     | Punti |
| ---- | ---- | --------------------------- | ----- |
| 1    |      | Hyundai Shell Mobis WRT     | 111   |
| 2    |      | M-Sport Ford WRT            | 107   |
| 3    | 1    | Toyota Gazoo Racing WRT     | 93    |
| 4    | 1    | Citroën Total Abu Dhabi WRT | 81    |